# Willem Meyer
Pas d'image ? Cliquez ici

a Compétitions nationales et continentales officielles uniquement.

Dernière mise à jour le 6 décembre 2024.
Willem « Wim » Meyer (né le 1er janvier 1975 à Kroonstad (Afrique du Sud)) est un ancien joueur de rugby à XV sud-africain qui évoluait au poste de centre ou d'ailier (1,96 m pour 108 kg).

## Biographie
Willem Meyer rejoint le SC Albi en Pro D2 en 2007, en tant que joker médical de Cerith Rees,. Il joue finalement trois saisons avec le club tarnais, avant de prendre sa retraite de joueur en 2009,.

## Palmarès
- Vainqueur de la Currie Cup en 1998 (1 essai en finale)